# Északi-sziget
Az Északi-sziget (angolul North Island, maori nyelven Te Ika-a-Māui) az Új-Zélandot alkotó két nagy sziget egyike, melyet a Déli-szigettől a Cook-szoros választ el. Déli sarkában található Új-Zéland fővárosa, Wellington.

## Földrajza
Területe 113 729 km², ezzel a világ 14. legnagyobb szigete. Legmagasabb pontja a Mount Ruapehu (2797 m). Lakossága 3 422 000 fő, az ország lakosságának 77%-a lakik az Északi-szigeten. A területén termelt GDP 2003-ban 102,863 milliárd amerikai dollár volt, Új-Zéland nemzeti össztermékének 79%-a. Éghajlata mérsékelt, területén két ökorégió, a Northland mérsékelt-övi kaurierdő és az Északi-szigeti mérsékelt-övi erdő régió helyezkedik el. Itt található a világörökség részét képező Tongariro Nemzeti Park és Új-Zéland legnagyobb és Óceánia második legnagyobb tava, a Taupói-tó.

## Elnevezése
Bár már régóta Északi-sziget néven ismert, az Új-Zélandi Földrajzi Tanács csak 2009-ben tette azt hivatalossá. Maori neve (Te Ika-a-Māui, jelentése: Maui hala) egy mítoszból ered. Maui félisten és testvérei halászni indultak a csónakjukon és egy nagy halat fogtak. Amíg Maui nem figyelt, fivérei összevesztek a halon és darabokra vágták. A halból lett az Északi-sziget (melynek völgyei a vágások nyomai), csónakjukból pedig a Déli.

## Közigazgatási beosztása

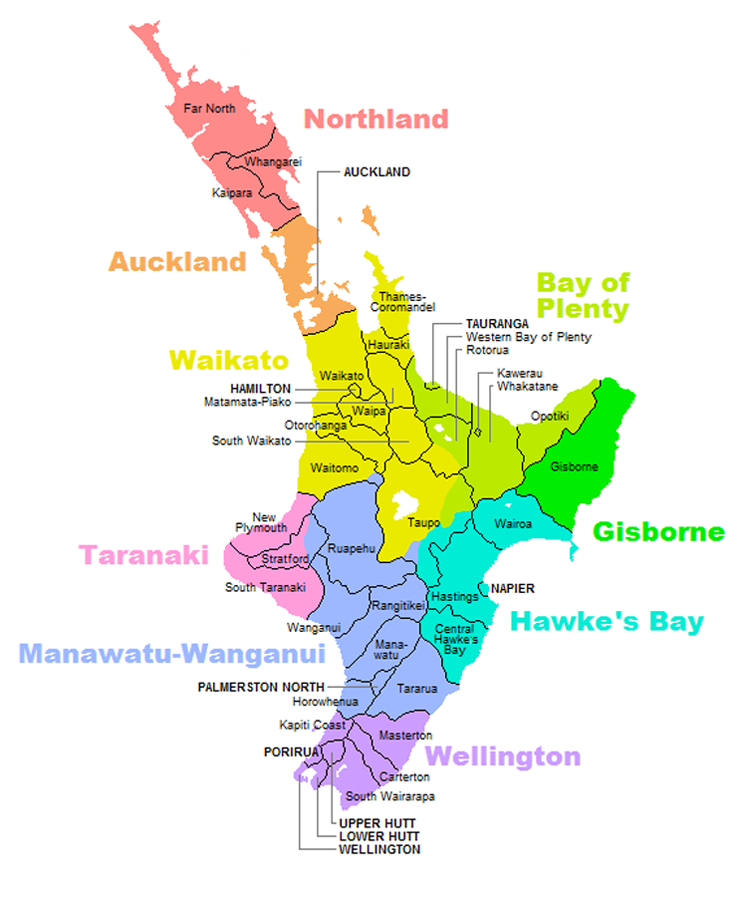
Az Északi-sziget önkormányzati régiói

Az Északi-szigetet és a hozzá tartozó kisebb szigeteket kilenc önkormányzati régióra osztják:
- Auckland
- Bay of Plenty
- Gisborne
- Hawkes Bay
- Manawatu-Wanganui
- Northland
- Taranaki
- Waikato
- Wellington.

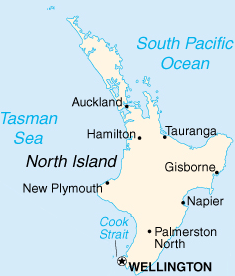
Az Északi-sziget nagyobb városai

Nagyobb (50 000 lakost meghaladó) települései:
- Auckland
- Wellington
- Hamilton
- Tauranga
- Palmerston North
- Hastings
- Napier
- Rotorua
- New Plymouth
- Whangarei

## Fordítás
Ez a szócikk részben vagy egészben  a   North Island című angol Wikipédia-szócikk ezen változatának fordításán alapul.  Az eredeti cikk szerkesztőit annak laptörténete sorolja fel. Ez a jelzés csupán a megfogalmazás eredetét és a szerzői jogokat jelzi, nem szolgál a cikkben szereplő információk forrásmegjelöléseként.